# Kortrijk Xpo
Kortrijk Xpo (uitgesproken Kortrijk Expo), vroeger Hallen Van Kortrijk of kortweg De hallen, is een evenementencomplex in Kortrijk. Het complex telt 6 grote hallen, 2 tussenhallen (Rambla 1 en 2) en een grote polyvalente zaal 'XXL'. Daarnaast bezit het complex ook congres- en seminarieruimte, Kortrijk Xpo Meeting Center genoemd, met 11 zaalcombinaties. De totale exporuimte neemt na de ingrijpende uitbreidingswerken in 2009 een oppervlakte van 55.000 m² in en hiermee is Kortrijk Xpo een van de grootste beurscomplexen in de Benelux. Kortrijk Xpo is gelegen op Hoog Kortrijk.

## Geschiedenis
De Stad Kortrijk begon de bouw van de hallen in 1966 in Kortrijk-Zuid, bij de afrit van de geplande snelweg E3, de huidige A14/E17. In april 1967 werden de hallen geopend onder de naam "De Hallen" om op 2 december 1999 de naam Kortrijk Xpo te krijgen.
Aanvankelijk beschikten de hallen over 6000 m² expositieruimte en 2500 m² vergaderzalen. De exporuimte werd later uitgebreid tot 32.500 m². In 2005 werd Hal 4 voor drie vierde afgebroken om plaats te maken voor een uitgebreide nieuwbouw. Samen met de uitbreiding van de Rambla kwam de totale oppervlakte daarmee op 37.200 m²
In 2009 werd het volledige beurzencomplex grondig uitgebreid en herwerkt met het oog op het ontvangen -en houden- van grote internationale beurzen als Busworld en Interieur. Zo werd het beurzencentrum verder uitgebreid naar 41.000 vierkante meter, waarbij nog eens 14.000 vierkante meter werd heraangelegd om er tijdelijke paviljoenen te kunnen optrekken. Op die manier komt de totale oppervlakte bij grote beurzen nu op 55.000m³ te liggen. Een grote aanpassing bij deze werken was het feit dat de centrale inkomshal verplaatst werd van de Doorniksesteenweg naar de President Kennedylaan, waar een nieuw toegangs- en kantorencomplex verrees. Dit toegangsgebouw ligt in het verlengde van Rambla 1 en Rambla 2, die nu de ruggengraat van het complex vormen. Aan de zijde van de Doorniksesteenweg verrees op de plaats van de kleinere zaal Stoutenberg een nieuwe polyvalente zaal 'XXL', de zogenaamde 'Black Box', die tevens een uitschuifbare tribune bevat. Deze zaal is vooral bedoeld voor concerten, modeshows en seminaries.

## Evenementen
- vanaf 1968 Biennale Interieur, tweejaarlijkse beurs voor ontwerp en vormgeving
- vanaf 2007 Velofollies, jaarlijkse fietsenbeurs met in 2024 zo'n 40.000 bezoekers
- 2008-2012 Novarock, jaarlijks muziekfestival met gemiddeld 4.000 bezoekers
- vanaf 2021 Boektopia, jaarlijkse boekenbeurs met in 2023 47.000 bezoekers

## Bereikbaarheid
Het complex is onmiddellijk bereikbaar via de snelweg E17, afrit 2, en het Ei van Kortrijk.
Via het openbaar vervoer zorgen bussen van De Lijn via stadslijnen 1, 12 en 13 en streeklijnen 15 en 16 voor een verbinding van een kwartiertje met het station van Kortrijk.